# Chronobiologia

Rytm dobowy człowieka

Chronobiologia (gr. χρόvoς chrónos ‘czas’) – dział biologii, zajmujący się badaniem rytmów biologicznych, czyli periodycznych (cyklicznych) zjawisk zachodzących pod wpływem czynników wewnętrznych (związanych z fizjologią) oraz zewnętrznych (np. pory roku, sekwencja światła i ciemności), zarówno w pojedynczych komórkach, tkankach, narządach, jak również w całych organizmach.
Wiedza z tej dziedziny znajduje zastosowanie w różnych naukach medycznych, m.in.: chronofizjologii (badanie rytmów dobowych), chronopatologii (badanie zakłóceń tych rytmów), chronotoksykologii (badanie wpływu toksyn na rytmy dobowe) oraz chronoterapii (przywracanie prawidłowej rytmiki u organizmów).